# Álex Calvo
Alejandro Calvo Mata (Cordova, 20 febbraio 2004) è un calciatore spagnolo, attaccante del FC Andorra.

## Carriera

### Club
È cresciuto nel settore giovanile del Malaga, ed ha ricevuto la prima convocazione in prima squadra il 5 marzo 2023 in occasione dell'incontro di Segunda División contro il Racing Santander. Ha debuttato sei giorni più tardi nella partita di campionato contro il Las Palmas ed ha realizzato il gol del definitivo 2-2 dopo pochi minuti dal suo ingresso.
Il 4 agosto 2023 è stato acquistato a titolo definitivo dal FC Andorra, con cui ha firmato un quinquennale. Al termine della stagione, terminata con la retrocessione del club in terza divisione, è passato in prestito al Mirandés.

### Nazionale
Ha giocato con la nazionale spagnola Under-19.

## Statistiche

### Presenze e reti nei club
Statistiche aggiornate al 10 febbraio 2025.
| Stagione        | Squadra         | Campionato      | Campionato | Campionato | Coppe nazionali | Coppe nazionali | Coppe nazionali | Coppe continentali | Coppe continentali | Coppe continentali | Altre coppe | Altre coppe | Altre coppe | Totale | Totale | Totale |
| Stagione        | Squadra         | Comp            | Pres       | Reti       | Comp            | Pres            | Reti            | Comp               | Pres               | Reti               | Comp        | Pres        | Reti        | Pres   | Reti   |        |
| --------------- | --------------- | --------------- | ---------- | ---------- | --------------- | --------------- | --------------- | ------------------ | ------------------ | ------------------ | ----------- | ----------- | ----------- | ------ | ------ | ------ |
| 2022-2023       | Malaga B        | TF              | 1          | 0          | -               | -               | -               | -                  | -                  | -                  | -           | -           | -           | 1      | 0      |        |
| 2022-2023       | Malaga          | SD              | 11         | 1          | CR              | 0               | 0               | -                  | -                  | -                  | -           | -           | -           | 11     | 1      |        |
| 2023-2024       | FC Andorra      | SD              | 30         | 1          | CR              | 1               | 0               | -                  | -                  | -                  | CC          | 2           | 0           | 33     | 1      |        |
| 2024-2025       | Mirandés        | PD              | 9          | 0          | CR              | 0               | 0               | -                  | -                  | -                  | -           | -           | -           | 9      | 0      |        |
| Totale carriera | Totale carriera | Totale carriera | 51         | 2          |                 | 1               | 0               |                    | -                  | -                  |             | 2           | 0           | 54     | 2      |        |